# Пауль Штайнер
Пауль Штайнер (нім. Paul Steiner, нар. 23 січня 1957, Вальдбрунн, Німеччина) — німецький футболіст, що грав на позиції захисника. Володар Кубка Німеччини. У складі збірної — чемпіон світу. Після завершення спортивної кар'єри працював футбольним скаутом.

## Клубна кар'єра
Народився 23 січня 1957 року в місті Вальдбрунн. Вихованець юнацької команди футбольного клубу «Штрюмпфельбрунн».
У дорослому футболі дебютував 1975 року виступами за команду клубу «Вальдгоф», в якій провів чотири сезони, взявши участь у 144 матчах чемпіонату. 
Протягом 1979—1981 років захищав кольори команди клубу «Дуйсбург».
1981 року перейшов до клубу «Кельн», за який відіграв 10 сезонів. Більшість часу, проведеного у складі «Кельна», був основним гравцем захисту команди. Завершив професійну кар'єру футболіста виступами за команду «Кельн» у 1991 році.

## Виступи за збірну
1990 року дебютував у складі національної збірної Німеччини у товариському матчі проти Італії. На момент матчу йому було 33 роки, що зробило його одним з найстарших дебютантів збірної.
У складі збірної був учасником чемпіонату світу 1990 року в Італії, здобувши того року титул чемпіона світу. Однак після турніру до лав збірної більше не викликався.

## Титули і досягнення
- Володар Кубка Німеччини (1):

«Кельн»:  1982—1983
- Чемпіон світу (1):

Німеччина: 1990